# خشک‌باد
خشک‌باد (به روسی: Суховей، تلفظ: سوخُوِی) نوعی باد با درجه حرارت بالا و رطوبت نسبی پایین است که در استپ‌ها و مناطق نیمه‌بیابانی و بیابانی قزاقستان و منطقه دریای خزر می‌وزد.
سرعت خشک‌باد معمولاً ۵ تا ۲۰ متر بر ثانیه است. رطوبت نسبی آن کمتر از ۳۰٪ است.
وزش خشک‌باد از قدیم مانعی برای سکونت پرتراکم بشری در منطقه آسیای میانه بوده است.